# Tolmerus vadimi
Tolmerus vadimi là một loài ruồi trong họ Asilidae. Tolmerus vadimi được Lehr miêu tả năm 1981. Loài này phân bố ở vùng Cổ Bắc giới.